# Lago de Xochimilco
El lago de Xochimilco es uno de los cinco lagos que forman la cuenca del valle de México, en el centro del país. Aunque en la actualidad se encuentra reducido a unos pocos canales que riegan la mitad norte de la alcaldía de Xochimilco y el poniente de Tláhuac (Ciudad de México), su superficie abarcaba una parte importante de lo que hoy es Iztapalapa y Coyoacán. 
El lago de Xochimilco estaba comunicado con otros dos de los cuerpos de agua del sistema. Al norte, un estrecho que separaba el cerro de la Estrella y la llanura aluvial de Churubusco le comunicaba con el lago de Texcoco. Al oriente, el límite con el lago de Chalco estaba formado por la isla de Tláhuac y el estrecho que separaba Tlaltenco de Tulyehualco. A diferencia del lago de Texcoco, cuyas aguas eran salobres, los lagos de Xochimilco y Chalco, en el sur de la cuenca, estaban formados por agua dulce. Ello no quiere decir que esta agua fuera potable, puesto que en el lago crecían muchas especies vegetales acuáticas que le daban mal sabor y peor color. 
El principal uso del agua del lago de Xochimilco fue agrícola.
En la época del preclásico mesoamericano este lago fue el principal abastecedor de verduras en el sur de la Ciudad de México por sus tierras de labranza en la superficie del lago que además son parte de la estampa emblemática de la cultura y tradición indígena del lago. En este lago se comenzó a desarrollar el sistema de cultivo conocido como chinampa, que se sigue empleando en la actualidad. Las chinampas consisten en una especie de islas artificiales construidas con estacas de ahuejotes y petate de tule, sobre los que se depositaba cieno de los bajos del lago. Ello les proveía de una singular fertilidad que permitía la recolección de varias cosechas anuales.

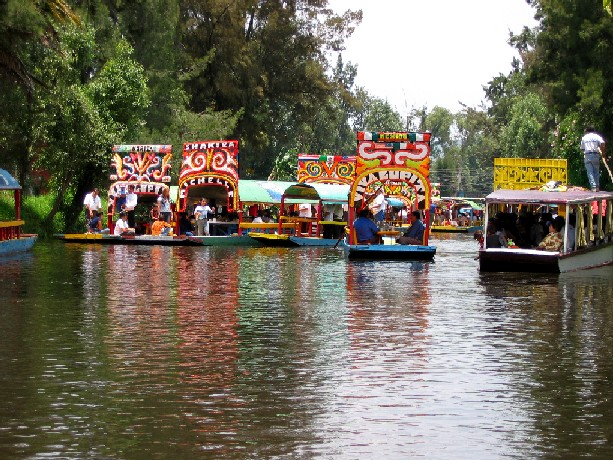
El lago de xochimilco en la actualidad se encuentra reducido a canales que son alimentados con aguas tratadas del cerro de la Estrella.

El lago de Xochimilco se alimentaba de las aguas de numerosos manantiales que bajaban de la sierra de Ajusco-Chichinauhtzin y el volcán Teuhtli. Sin embargo, a partir del Porfiriato (principios del siglo XX), los manantiales fueron canalizados para abastecer de agua a la Ciudad de México. Por esa misma época quedaron concluidas las obras del Gran Canal del Desagüe, que terminaron por desecar extensas zonas de los vasos lacustres del centro de México, proceso del que no quedó exento el lago Xochimilco. También fue en este período cuando, para estimular el carácter turístico de Xochimilco se introdujeron especies vegetales (como el lirio acuático) y animales (como la carpa) que pusieron en grave peligro la supervivencia de las especies nativas como el axolote y el tule.  
En la actualidad se encuentra reducido a canales que son alimentados con aguas tratadas del cerro de la estrella.  

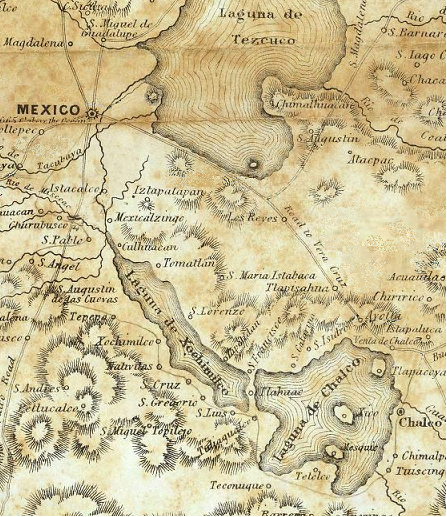
Mapa del lago Xochimilco; detalle del mapa de Bruff/Disturnell de 1847.

A los problemas ambientales de Xochimilco no se les prestó la atención debida hasta finales de la década de 1980. En 1987, las chinampas de Xochimilco fueron declaradas Patrimonio Cultural de la Humanidad por la Unesco.  Actualmente el mal manejo de residuos sólidos, el uso de plaguicidas y las descargas de aguas negras de manera irregular han causado daños severos al lago quitando el esplendor que tuvo tiempo atrás, además de afectar la flora y fauna endémica y por último, pone en riesgo su calificación internacional de patrimonio cultural de la humanidad.